# Saison 2016 de l'équipe cycliste Parkhotel Valkenburg
La saison 2016 de l'équipe cycliste Parkhotel Valkenburg est la neuvième de cette équipe.

## Préparation de la saison 2016

### Arrivées et départs
| Arrivées             | Équipe 2015           |
| -------------------- | --------------------- |
| Derk Abel Beckeringh | Croford               |
| Jochem Hoekstra      | Jo Piels              |
| Remco te Brake       | Metec-TKH Continental |
| Sven van Luijk       | Jo Piels              |
| Milan Veltman        | Metec-TKH Continental |
| Thijs Zonneveld      |                       |

| Départs          | Équipe 2016                        |
| ---------------- | ---------------------------------- |
| Melvin Boskamp   | ?                                  |
| Jenning Huizenga | ?                                  |
| James Judd       | WV De Jonge Renner                 |
| Jaap Kooijman    | WV De Jonge Renner                 |
| Bob Schoonbroodt | 3M                                 |
| Rick van Breda   | Baby-Dump                          |
| Bart van Haaren  | manager général SEG Racing Academy |

## Coureurs et encadrement technique

### Effectif
| Cycliste             | Date de naissance | Nationalité | Équipe 2014           |  |
| -------------------- | ----------------- | ----------- | --------------------- |  |
| Dennis Bakker        | 4 novembre 1993   | Pays-Bas    | Parkhotel Valkenburg  |  |
| Derk Abel Beckeringh | 23 septembre 1992 | Pays-Bas    | Croford               |  |
| Dion Beukeboom       | 2 février 1989    | Pays-Bas    | Parkhotel Valkenburg  |  |
| Joris Blokker        | 20 septembre 1993 | Pays-Bas    | Parkhotel Valkenburg  |  |
| Massimo Graziato     | 25 septembre 1988 | Italie      | Parkhotel Valkenburg  |  |
| Jochem Hoekstra      | 21 octobre 1992   | Pays-Bas    | Jo Piels              |  |
| Bram Nolten          | 19 mai 1991       | Pays-Bas    | Parkhotel Valkenburg  |  |
| Jasper Ockeloen      | 10 mai 1990       | Pays-Bas    | Parkhotel Valkenburg  |  |
| Peter Schulting      | 19 août 1987      | Pays-Bas    | Parkhotel Valkenburg  |  |
| Wim Stroetinga       | 23 mai 1985       | Pays-Bas    | Parkhotel Valkenburg  |  |
| Remco te Brake       | 29 novembre 1988  | Pays-Bas    | Metec-TKH Continental |  |
| Thijs van Beusichem  | 31 août 1993      | Pays-Bas    | Parkhotel Valkenburg  |  |
| Jim van den Berg     | 1er juillet 1985  | Pays-Bas    | Parkhotel Valkenburg  |  |
| Jurgen van Diemen    | 27 septembre 1991 | Pays-Bas    | Parkhotel Valkenburg  |  |
| Sven van Luijk       | 13 octobre 1989   | Pays-Bas    | Jo Piels              |  |
| Milan Veltman        | 8 mai 1996        | Pays-Bas    | Metec-TKH Continental |  |
| Marco Zanotti        | 10 septembre 1988 | Italie      | Parkhotel Valkenburg  |  |
| Thijs Zonneveld      | 28 septembre 1980 | Pays-Bas    |                       |  |

## Bilan de la saison

### Victoires
| Date       | Course                                | Pays           | Classe | Vainqueur            |
| ---------- | ------------------------------------- | -------------- | ------ | -------------------- |
| 08/02/2016 | 3e étape du Tour de Taïwan            | Taipei chinois | 2.1    | Peter Schulting      |
| 15/05/2016 | 3e étape du Tour d'Iran - Azerbaïdjan | Iran           | 2.1    | Derk Abel Beckeringh |
| 07/06/2016 | Prologue du Tour de Slovaquie         | Slovaquie      | 2.2    | Dennis Bakker        |
| 19/06/2016 | 5e étape du Ster ZLM Toer             | Pays-Bas       | 2.1    | Wim Stroetinga       |
| 31/07/2016 | 3e étape du Kreiz Breizh Elites       | France         | 2.2    | Peter Schulting      |